# 2042年10月28日月食
2042年10月28日月食为一次將在协调世界时2042年10月28日出現的半影月食。該次月食半影食分為0.008、全影食分為-0.974。

## 概述
這次月食的食分是2.17。

## 基本參數
- 類型：半影月食
- 食甚資料：
  - 日期：2042年10月28日
  - 時間：19:33
  - 月球位置：赤經2.17度、赤緯14.8度
  - 食分：半影食分：0.008、全影食分：-0.974

## 外部連結
- NASA月食專頁（页面存档备份，存于）（英文）